# Primetime Emmy a la millor actriu en sèrie dramàtica
El Primetime Emmy a la millor actriu en sèrie dramàtica (en anglès Primetime Emmy Award for Outstanding Lead Actress in a Drama Series) és el Premi Emmy que s'atorga anualment a la millor actuació femenina en una sèrie dramàtica de televisió.

## Guanyadores i nominades
La guanyadora de cada any es mostra sobre fons groc:

### Dècada del 1950
| Any  | Actriu               | Programa               | Personatge |
| ---- | -------------------- | ---------------------- | ---------- |
| 1952 | Helen Hayes          |                        |            |
| 1953 | No hi va haver premi |                        |            |
| 1954 | Loretta Young        | The Loretta Young Show |            |
| 1955 | No hi va haver premi |                        |            |
| 1956 | Loretta Young        | The Loretta Young Show |            |
| 1957 | No hi va haver premi |                        |            |
| 1958 | No hi va haver premi |                        |            |
| 1959 | Loretta Young        | The Loretta Young Show |            |

### Dècada del 1960
| Any              | Actor                | Programa                  | Personatge |
| ---------------- | -------------------- | ------------------------- | ---------- |
| 1960             | No hi va haver premi |                           |            |
| 1961             | Barbara Stanwyck     | The Barbara Stanwyck Show |            |
| 1962             | No hi va haver premi |                           |            |
| 1963             | No hi va haver premi |                           |            |
| 1964             | No hi va haver premi |                           |            |
| 1965             | No hi va haver premi |                           |            |
| 1966             |                      |                           |            |
| Barbara Stanwyck | The Big Valley       | Victoria Barkley          |            |
| Anne Francis     | Honey West           | Honey West                |            |
| Barbara Parkins  | Peyton Place         | Betty Anderson            |            |
| 1967             |                      |                           |            |
| Barbara Bain     | Mission: Impossible  | Cinnamon Carter           |            |
| Diana Rigg       | The Avengers         | Emma Peel                 |            |
| Barbara Stanwyck | The Big Valley       | Victoria Barkley          |            |
| 1968             |                      |                           |            |
| Barbara Bain     | Mission: Impossible  | Cinnamon Carter           |            |
| Diana Rigg       | The Avengers         | Emma Peel                 |            |
| Barbara Stanwyck | The Big Valley       | Victoria Barkley          |            |
| 1969             |                      |                           |            |
| Barbara Bain     | Mission: Impossible  | Cinnamon Carter           |            |
| Joan Blondell    | Here Come the Brides | Lottie Hatfield           |            |
| Peggy Lipton     | The Mod Squad        | Julie Barnes              |            |

### Dècada del 1970
| Any                  | Actriu                      | Programa                | Personatge | Cadena |
| -------------------- | --------------------------- | ----------------------- | ---------- | ------ |
| 1969-1970            |                             |                         |            |        |
| Susan Hampshire      | The Forsyte Saga            | Fleur Mont              | BBC        |        |
| Joan Blondell        | Here Come the Brides        | Lottie Hatfield         | ABC        |        |
| Peggy Lipton         | The Mod Squad               | Julie Barnes            | ABC        |        |
| 1970-1971            |                             |                         |            |        |
| Susan Hampshire      | The First Churchills        | Sarah Churchill         | BBC        |        |
| Linda Cristal        | The High Chaparral          | Victoria Montoya        | NBC        |        |
| Peggy Lipton         | The Mod Squad               | Julie Barnes            | ABC        |        |
| 1971-1972            |                             |                         |            |        |
| Glenda Jackson       | Elizabeth R                 | Elisabet I d'Anglaterra | BBC Two    |        |
| Peggy Lipton         | The Mod Squad               | Julie Barnes            | ABC        |        |
| Susan Saint James    | McMillan & Wife             | Sally McMillian         | NBC        |        |
| 1972-1973            |                             |                         |            |        |
| Michael Learned      | The Waltons                 | Olivia Walton           | CBS        |        |
| Lynda Day George     | Mission: Impossible         | Lisa Casey              | CBS        |        |
| Susan Saint James    | McMillan & Wife             | Sally McMillian         | NBC        |        |
| 1973-1974            |                             |                         |            |        |
| Michael Learned      | The Waltons                 | Olivia Walton           | CBS        |        |
| Jean Marsh           | Upstairs, Downstairs        | Rose Buck               | ITV        |        |
| Jeanette Nolan       | Dirty Sally                 | Sally Fergus            | CBS        |        |
| 1974-1975            |                             |                         |            |        |
| Jean Marsh           | Upstairs, Downstairs        | Rose Buck               | ITV        |        |
| Angie Dickinson      | Police Woman                | Sgt. Leann Anderson     | NBC        |        |
| Michael Learned      | The Waltons                 | Olvia Walton            | CBS        |        |
| 1975-1976            |                             |                         |            |        |
| Michael Learned      | The Waltons                 | Olivia Walton           | CBS        |        |
| Angie Dickinson      | Police Woman                | Sgt. Leann Anderson     | NBC        |        |
| Anne Meara           | Kate McShane                | Kate McShane            | CBS        |        |
| Brenda Vaccaro       | Sara                        | Sara Yarnell            | CBS        |        |
| 1976-1977            |                             |                         |            |        |
| Lindsay Wagner       | The Bionic Woman            | Jaime Sommers           | ABC        |        |
| Angie Dickinson      | Police Woman                | Sgt. Leann Anderson     | NBC        |        |
| Kate Jackson         | Charlie's Angels            | Sabrina Duncan          | ABC        |        |
| Michael Learned      | The Waltons                 | Olivia Walton           | CBS        |        |
| Sada Thompson        | Family                      | Kate Lawrence           | ABC        |        |
| 1977-1978            |                             |                         |            |        |
| Sada Thompson        | Family                      | Kate Lawrence           | ABC        |        |
| Melissa Sue Anderson | Little House on the Prairie | Mary Ingalls            | NBC        |        |
| Fionnula Flanagan    | How the West Was Won        | Aunt Molly Culhane      | ABC        |        |
| Kate Jackson         | Charlie's Angels            | Sabrina Duncan          | ABC        |        |
| Michael Learned      | The Waltons                 | Olivia Walton           | CBS        |        |
| Susan Sullivan       | Having Babies               | Dr. Julie Farr          | ABC        |        |
| 1978-1979            |                             |                         |            |        |
| Mariette Hartley     | The Incredible Hulk         | Dr. Caroline Fields     | CBS        |        |
| Barbara Bel Geddes   | Dallas                      | Miss Ellie Ewing        | CBS        |        |
| Rita Moreno          | The Rockford Files          | Rita Capkovick          | NBC        |        |
| Sada Thompson        | Family                      | Kate Lawrence           | ABC        |        |

### Dècada del 1980
| Any                | Actriu                                      | Programa           | Personatge | Cadena |
| ------------------ | ------------------------------------------- | ------------------ | ---------- | ------ |
| 1979-1980          |                                             |                    |            |        |
| Barbara Bel Geddes | Dallas                                      | Miss Ellie Ewing   | CBS        |        |
| Lauren Bacall      | The Rockford Files                          | Kendall Warren     | NBC        |        |
| Mariette Hartley   | The Rockford Files                          | Althea Morgan      | NBC        |        |
| Kristy McNichol    | Family                                      | Buddy Lawrence     | ABC        |        |
| Sada Thompson      | Family                                      | Kate Lawrence      | ABC        |        |
| 1980-1981          |                                             |                    |            |        |
| Barbara Babcock    | Hill Street Blues                           | Grace Gardner      | HBO        |        |
| Barbara Bel Geddes | Dallas                                      | Miss Ellie Ewing   | CBS        |        |
| Linda Gray         | Dallas                                      | Sue Ellen Ewing    | CBS        |        |
| Veronica Hamel     | Hill Street Blues                           | Joyce Davenport    | NBC        |        |
| Michael Learned    | Nurse                                       | Mary Benjamin      | NBC        |        |
| Stefanie Powers    | Hart to Hart                                | Jennifer Hart      | ABC        |        |
| 1981-1982          |                                             |                    |            |        |
| Michael Learned    | Nurse                                       | Mary Benjamin      | NBC        |        |
| Debbie Allen       | Fame                                        | Lydia Grant        | NBC        |        |
| Veronica Hamel     | Hill Street Blues                           | Joyce Davenport    | NBC        |        |
| Michele Lee        | Knots Landing                               | Karen Fairgate     | CBS        |        |
| Stefanie Powers    | Hart to Hart                                | Jennifer Hart      | ABC        |        |
| 1982-1983          |                                             |                    |            |        |
| Tyne Daly          | Cagney & Lacey                              | Mary Beth Lacey    | CBS        |        |
| Debbie Allen       | Fame                                        | Lydia Grant        | NBC        |        |
| Linda Evans        | Dynasty                                     | Krystle Carrington | ABC        |        |
| Sharon Gless       | Cagney & Lacey                              | Chris Cagney       | CBS        |        |
| Veronica Hamel     | Hill Street Blues                           | Joyce Davenport    | NBC        |        |
| 1983-1984          |                                             |                    |            |        |
| Tyne Daly          | Cagney & Lacey                              | Mary Beth Lacey    | CBS        |        |
| Debbie Allen       | Fame                                        | Lydia Grant        | Redifusió  |        |
| Joan Collins       | Dynasty                                     | Alexis Colby       | ABC        |        |
| Sharon Gless       | Cagney & Lacey                              | Chris Cagney       | CBS        |        |
| Veronica Hamel     | Hill Street Blues                           | Joyce Davenport    | NBC        |        |
| 1984-1985          |                                             |                    |            |        |
| Tyne Daly          | Cagney & Lacey                              | Mary Beth Lacey    | CBS        |        |
| Debbie Allen       | Fame                                        | Lydia Grant        | Redifusió  |        |
| Sharon Gless       | Cagney & Lacey                              | Chris Cagney       | CBS        |        |
| Veronica Hamel     | Hill Street Blues                           | Joyce Davenport    | NBC        |        |
| Angela Lansbury    | Murder, She Wrote                           | Jessica Fletcher   | CBS        |        |
| 1985-1986          |                                             |                    |            |        |
| Sharon Gless       | Cagney & Lacey                              | Chris Cagney       | CBS        |        |
| Tyne Daly          | Cagney & Lacey                              | Mary Beth Lacey    | CBS        |        |
| Angela Lansbury    | Murder, She Wrote                           | Jessica Fletcher   | CBS        |        |
| Cybill Shepherd    | Moonlighting                                | Maddie Hayes       | ABC        |        |
| Alfre Woodard      | St. Elsewhere                               | Roxanne Turner     | NBC        |        |
| 1986-1987          |                                             |                    |            |        |
| Sharon Gless       | Cagney & Lacey                              | Chris Cagney       | CBS        |        |
| Tyne Daly          | Cagney & Lacey                              | Mary Beth Lacey    | CBS        |        |
| Susan Dey          | L.A. Law                                    | Grace Van Owen     | NBC        |        |
| Jill Eikenberry    | L.A. Law                                    | Ann Kelsey         | NBC        |        |
| Angela Lansbury    | Murder, She Wrote                           | Jessica Fletcher   | CBS        |        |
| 1987-1988          |                                             |                    |            |        |
| Tyne Daly          | Cagney & Lacey                              | Mary Beth Lacey    | CBS        |        |
| Susan Dey          | L.A. Law                                    | Grace Van Owen     | NBC        |        |
| Jill Eikenberry    | L.A. Law                                    | Ann Kelsey         | NBC        |        |
| Sharon Gless       | Cagney & Lacey                              | Chris Cagney       | CBS        |        |
| Angela Lansbury    | Murder, She Wrote                           | Jessica Fletcher   | CBS        |        |
| 1988-1989          |                                             |                    |            |        |
| Dana Delany        | China Beach                                 | Colleen McMurphy   | ABC        |        |
| Susan Dey          | L.A. Law                                    | Grace Van Owen     | NBC        |        |
| Jill Eikenberry    | L.A. Law                                    | Ann Kelsey         | NBC        |        |
| Linda Hamilton     | La Bella i la Bèstia (Beauty and the Beast) | Catherine Chandler | CBS        |        |
| Angela Lansbury    | S'ha escrit un crim (Murder, She Wrote)     | Jessica Fletcher   | CBS        |        |

### Dècada del 1990
| Any                | Actriu                      | Programa             | Personatge     | Cadena |
| ------------------ | --------------------------- | -------------------- | -------------- | ------ |
| 1989-1990          |                             |                      |                |        |
| Patricia Wettig    | thirtysomething             | Nancy Krieger-Weston | ABC            |        |
| Dana Delany        | China Beach                 | Colleen McMurphy     | ABC            |        |
| Jill Eikenberry    | L.A. Law                    | Ann Kelsey           | NBC            |        |
| Angela Lansbury    | Murder, She Wrote           | Jessica Fletcher     | CBS            |        |
| Piper Laurie       | Twin Peaks                  | Catherine Martell    | ABC            |        |
| 1990-1991          |                             |                      |                |        |
| Patricia Wettig    | thirtysomething             | Nancy Krieger-Weston | ABC            |        |
| Dana Delany        | China Beach                 | Colleen McMurphy     | ABC            |        |
| Sharon Gless       | The Trials of Rosie O'Neill | Rosie O'Neill        | CBS            |        |
| Angela Lansbury    | Murder, She Wrote           | Jessica Fletcher     | CBS            |        |
| 1991-1992          |                             |                      |                |        |
| Dana Delany        | China Beach                 | Colleen McMurphy     | ABC            |        |
| Sharon Gless       | The Trials of Rosie O'Neill | Rosie O'Neill        | CBS            |        |
| Shirley Knight     | Law & Order                 | Melanie Currants     | NBC            |        |
| Angela Lansbury    | Murder, She Wrote           | Jessica Fletcher     | CBS            |        |
| Kate Nelligan      | Road to Avonlea             | Sydney Carver        | Disney Channel |        |
| Regina Taylor      | I'll Fly Away               | Lilly Harper         | NBC            |        |
| 1992-1993          |                             |                      |                |        |
| Kathy Baker        | Picket Fences               | Jill Brock           | CBS            |        |
| Swoosie Kurtz      | Sisters                     | Alex Reed            | NBC            |        |
| Angela Lansbury    | Murder, She Wrote           | Jessica Fletcher     | CBS            |        |
| Regina Taylor      | I'll Fly Away               | Lilly Harper         | NBC            |        |
| Janine Turner      | Northern Exposure           | Maggie O'Connell     | CBS            |        |
| 1993-1994          |                             |                      |                |        |
| Sela Ward          | Sisters                     | Teddy Reed           | NBC            |        |
| Kathy Baker        | Picket Fences               | Jill Brock           | CBS            |        |
| Swoosie Kurtz      | Sisters                     | Alex Reed            | NBC            |        |
| Angela Lansbury    | Murder, She Wrote           | Jessica Fletcher     | CBS            |        |
| Jane Seymour       | Dr. Quinn, Medicine Woman   | Michaela Quinn       | CBS            |        |
| 1994-1995          |                             |                      |                |        |
| Kathy Baker        | Picket Fences               | Jill Brock           | CBS            |        |
| Claire Danes       | My So-Called Life           | Angela Chase         | ABC            |        |
| Angela Lansbury    | Murder, She Wrote           | Jessica Fletcher     | CBS            |        |
| Sherry Stringfield | ER                          | Susan Lewis          | NBC            |        |
| Cicely Tyson       | Sweet Justice               | Carrie Grace Battle  | NBC            |        |
| 1995-1996          |                             |                      |                |        |
| Kathy Baker        | Picket Fences               | Jill Brock           | CBS            |        |
| Gillian Anderson   | The X-Files                 | Dana Scully          | Fox            |        |
| Christine Lahti    | Chicago Hope                | Kathryn Austin       | CBS            |        |
| Angela Lansbury    | Murder, She Wrote           | Jessica Fletcher     | CBS            |        |
| Sherry Stringfield | ER                          | Susan Lewis          | NBC            |        |
| 1996-1997          |                             |                      |                |        |
| Gillian Anderson   | The X-Files                 | Dana Scully          | Fox            |        |
| Roma Downey        | Touched by an Angel         | Monica               | CBS            |        |
| Christine Lahti    | Chicago Hope                | Kathryn Austin       | CBS            |        |
| Julianna Margulies | ER                          | Carol Hathaway       | NBC            |        |
| Sherry Stringfield | ER                          | Susan Lewis          | NBC            |        |
| 1997-1998          |                             |                      |                |        |
| Christine Lahti    | Chicago Hope                | Kathryn Austin       | CBS            |        |
| Gillian Anderson   | The X-Files                 | Dana Scully          | Fox            |        |
| Roma Downey        | Touched by an Angel         | Monica               | CBS            |        |
| Julianna Margulies | ER                          | Carol Hathaway       | NBC            |        |
| Jane Seymour       | Dr. Quinn, Medicine Woman   | Michaela Quinn       | CBS            |        |
| 1998-1999          |                             |                      |                |        |
| Edie Falco         | The Sopranos                | Carmela Soprano      | HBO            |        |
| Gillian Anderson   | The X-Files                 | Dana Scully          | Fox            |        |
| Lorraine Bracco    | The Sopranos                | Jennifer Melfi       | HBO            |        |
| Christine Lahti    | Chicago Hope                | Kathryn Austin       | CBS            |        |
| Julianna Margulies | ER                          | Carol Hathaway       | NBC            |        |

### Dècada del 2000
| Any                | Actriu                            | Programa                 | Personatge | Cadena |
| ------------------ | --------------------------------- | ------------------------ | ---------- | ------ |
| 1999-2000          |                                   |                          |            |        |
| Sela Ward          | Once and Again                    | Lily Manning             | ABC        |        |
| Lorraine Bracco    | The Sopranos                      | Jennifer Melfi           | HBO        |        |
| Amy Brenneman      | Judging Amy                       | Amy Gray                 | CBS        |        |
| Edie Falco         | The Sopranos                      | Carmela Soprano          | HBO        |        |
| Julianna Margulies | ER                                | Infermera Carol Hathaway | NBC        |        |
| 2000-2001          |                                   |                          |            |        |
| Edie Falco         | The Sopranos                      | Carmela Soprano          | HBO        |        |
| Lorraine Bracco    | The Sopranos                      | Jennifer Melfi           | HBO        |        |
| Amy Brenneman      | Judging Amy                       | Amy Gray                 | CBS        |        |
| Marg Helgenberger  | CSI: Crime Scene Investigation    | Catherine Willows        | CBS        |        |
| Sela Ward          | Once and Again                    | Lily Manning             | ABC        |        |
| 2001-2002          |                                   |                          |            |        |
| Allison Janney     | The West Wing                     | C. J. Cregg              | NBC        |        |
| Amy Brenneman      | Judging Amy                       | Amy Gray                 | CBS        |        |
| Frances Conroy     | Six Feet Under                    | Ruth Fisher              | HBO        |        |
| Jennifer Garner    | Alias                             | Sydney Bristow           | ABC        |        |
| Rachel Griffiths   | Six Feet Under                    | Brenda Chenowith         | HBO        |        |
| 2002-2003          |                                   |                          |            |        |
| Edie Falco         | The Sopranos                      | Carmela Soprano          | HBO        |        |
| Frances Conroy     | Six Feet Under                    | Ruth Fisher              | HBO        |        |
| Jennifer Garner    | Alias                             | Sydney Bristow           | ABC        |        |
| Marg Helgenberger  | CSI: Crime Scene Investigation    | Catherine Willows        | CBS        |        |
| Allison Janney     | The West Wing                     | C. J. Cregg              | NBC        |        |
| 2003-2004          |                                   |                          |            |        |
| Allison Janney     | The West Wing                     | C. J. Cregg              | NBC        |        |
| Edie Falco         | The Sopranos                      | Carmela Soprano          | HBO        |        |
| Jennifer Garner    | Alias                             | Sydney Bristow           | ABC        |        |
| Mariska Hargitay   | Law & Order: Special Victims Unit | Olivia Benson            | NBC        |        |
| Amber Tamblyn      | Joan of Arcadia                   | Joan Girardi             | CBS        |        |
| 2004-2005          |                                   |                          |            |        |
| Patricia Arquette  | Medium                            | Allison DuBois           | NBC        |        |
| Glenn Close        | The Shield                        | Monica Rawling           | FX         |        |
| Frances Conroy     | Six Feet Under                    | Ruth Fisher              | HBO        |        |
| Jennifer Garner    | Alias                             | Sydney Bristow           | ABC        |        |
| Mariska Hargitay   | Law & Order: Special Victims Unit | Olivia Benson            | NBC        |        |
| 2005-2006          |                                   |                          |            |        |
| Mariska Hargitay   | Law & Order: Special Victims Unit | Olivia Benson            | NBC        |        |
| Frances Conroy     | Six Feet Under                    | Ruth Fisher              | HBO        |        |
| Geena Davis        | Commander in Chief                | Mackenzie Allen          | ABC        |        |
| Allison Janney     | The West Wing                     | C. J. Cregg              | NBC        |        |
| Kyra Sedgwick      | The Closer                        | Brenda Leigh Johnson     | TNT        |        |
| 2006-2007          |                                   |                          |            |        |
| Sally Field        | Brothers & Sisters                | Nora Walker              | ABC        |        |
| Patricia Arquette  | Medium                            | Allison DuBois           | NBC        |        |
| Minnie Driver      | The Riches                        | Dahlia Malloy            | FX         |        |
| Edie Falco         | The Sopranos                      | Carmela Soprano          | HBO        |        |
| Mariska Hargitay   | Law & Order: Special Victims Unit | Olivia Benson            | NBC        |        |
| Kyra Sedgwick      | The Closer                        | Brenda Leigh Johnson     | TNT        |        |
| 2007-2008          |                                   |                          |            |        |
| Glenn Close        | Damages                           | Patty Hewes              | FX         |        |
| Sally Field        | Brothers & Sisters                | Nora Walker              | ABC        |        |
| Mariska Hargitay   | Law & Order: Special Victims Unit | Olivia Benson            | NBC        |        |
| Holly Hunter       | Saving Grace                      | Grace Hanadarko          | TNT        |        |
| Kyra Sedgwick      | The Closer                        | Brenda Leigh Johnson     | TNT        |        |
| 2008-2009          |                                   |                          |            |        |
| Glenn Close        | Damages                           | Patty Hewes              | FX         |        |
| Sally Field        | Brothers & Sisters                | Nora Walker              | ABC        |        |
| Mariska Hargitay   | Law & Order: Special Victims Unit | Olivia Benson            | NBC        |        |
| Holly Hunter       | Saving Grace                      | Grace Hanadarko          | TNT        |        |
| Elisabeth Moss     | Mad Men                           | Peggy Olson              | AMC        |        |
| Kyra Sedgwick      | The Closer                        | Brenda Leigh Johnson     | TNT        |        |

### Dècada del 2010
| Any                | Actriu                            | Programa              | Personatge                  | Cadena                                                               |             |
| ------------------ | --------------------------------- | --------------------- | --------------------------- | -------------------------------------------------------------------- | ----------- |
| 2009-2010          |                                   |                       |                             |                                                                      |             |
| Kyra Sedgwick      | The Closer                        | Brenda Leigh Johnson  | TNT                         |                                                                      |             |
| Connie Britton     | Friday Night Lights               | Tami Taylor           | NBC                         |                                                                      |             |
| Glenn Close        | Damages                           | Patty Hewes           | FX                          |                                                                      |             |
| Mariska Hargitay   | Law & Order: Special Victims Unit | Olivia Benson         | NBC                         |                                                                      |             |
| January Jones      | Mad Men                           | Betty Draper          | AMC                         |                                                                      |             |
| Julianna Margulies | The Good Wife                     | Alicia Florrick       | CBS                         |                                                                      |             |
| 2010-2011          |                                   |                       |                             |                                                                      |             |
| Julianna Margulies | The Good Wife                     | Alicia Florrick       | CBS                         |                                                                      |             |
| Kathy Bates        | Harry's Law                       | Harriet Korn          | NBC                         |                                                                      |             |
| Connie Britton     | Friday Night Lights               | Tami Taylor           | NBC                         |                                                                      |             |
| Mireille Enos      | The Killing                       | Sarah Linden          | AMC                         |                                                                      |             |
| Mariska Hargitay   | Law & Order: Special Victims Unit | Olivia Benson         | NBC                         |                                                                      |             |
| Elisabeth Moss     | Mad Men                           | Peggy Olson           | AMC                         |                                                                      |             |
| 2011-2012          |                                   |                       |                             |                                                                      |             |
| Claire Danes       | Homeland                          | Carrie Mathison       | Showtime                    |                                                                      |             |
| Kathy Bates        | Harry's Law                       | Harriet Korn          | NBC                         |                                                                      |             |
| Glenn Close        | Damages                           | Patty Hewes           | DirecTV                     |                                                                      |             |
| Michelle Dockery   | Downton Abbey                     | Lady Mary Crawley     | PBS                         |                                                                      |             |
| Julianna Margulies | The Good Wife                     | Alicia Florrick       | CBS                         |                                                                      |             |
| Elisabeth Moss     | Mad Men                           | Peggy Olson           | AMC                         |                                                                      |             |
| 2012-2013          |                                   |                       |                             |                                                                      |             |
| Claire Danes       | Homeland                          | Carrie Mathison       | Showtime                    |                                                                      |             |
| Connie Britton     | Nashville                         | Rayna Jaymes          | ABC                         |                                                                      |             |
| Michelle Dockery   | Downton Abbey                     | Lady Mary Crawley     | PBS                         |                                                                      |             |
| Vera Farmiga       | Bates Motel                       | Norma Bates           | A&E                         |                                                                      |             |
| Elisabeth Moss     | Mad Men                           | Peggy Olson           | AMC                         |                                                                      |             |
| Kerry Washington   | Scandal                           | Olivia Pope           | ABC                         |                                                                      |             |
| Robin Wright       | House of Cards                    | Claire Underwood      | Netflix                     |                                                                      |             |
| 2014 (66th)        | Julianna Margulies                | Alicia Florrick       | The Good Wife               | "The Last Call"                                                      | CBS         |
| 2014 (66th)        | Lizzy Caplan                      | Virginia E. Johnson   | Masters of Sex              | "Pilot"                                                              | Showtime    |
| 2014 (66th)        | Claire Danes                      | Carrie Mathison       | Homeland                    | "The Star"                                                           | Showtime    |
| 2014 (66th)        | Michelle Dockery                  | Lady Mary Crawley     | Downton Abbey               | "Episode One"                                                        | PBS         |
| 2014 (66th)        | Kerry Washington                  | Olivia Pope           | Scandal                     | "The Fluffer"                                                        | ABC         |
| 2014 (66th)        | Robin Wright                      | Claire Underwood      | House of Cards              | "Chapter 26"                                                         | Netflix     |
| 2015 (67th)        | Viola Davis                       | Annalise Keating      | How to Get Away with Murder | "Freakin' Whack-a-Mole"                                              | ABC         |
| 2015 (67th)        | Claire Danes                      | Carrie Mathison       | Homeland                    | "From A to B and Back Again"                                         | Showtime    |
| 2015 (67th)        | Taraji P. Henson                  | Cookie Lyon           | Empire                      | "Pilot"                                                              | Fox         |
| 2015 (67th)        | Tatiana Maslany                   | Various characters    | Orphan Black                | "Certain Agony of the Battlefield"                                   | BBC America |
| 2015 (67th)        | Elisabeth Moss                    | Peggy Olson           | Mad Men                     | "Person to Person"                                                   | AMC         |
| 2015 (67th)        | Robin Wright                      | Claire Underwood      | House of Cards              | "Chapter 32"                                                         | Netflix     |
| 2016 (68th)        | Tatiana Maslany                   | Various characters    | Orphan Black                | "The Antisocialism of Sex"                                           | BBC America |
| 2016 (68th)        | Claire Danes                      | Carrie Mathison       | Homeland                    | "Super Powers"                                                       | Showtime    |
| 2016 (68th)        | Viola Davis                       | Annalise Keating      | How to Get Away with Murder | "There's My Baby"                                                    | ABC         |
| 2016 (68th)        | Taraji P. Henson                  | Cookie Lyon           | Empire                      | "Rise by Sin"                                                        | Fox         |
| 2016 (68th)        | Keri Russell                      | Elizabeth Jennings    | The Americans               | "The Magic of David Copperfield V: The Statue of Liberty Disappears" | FX          |
| 2016 (68th)        | Robin Wright                      | Claire Underwood      | House of Cards              | "Chapter 49"                                                         | Netflix     |
| 2017 (69th)        | Elisabeth Moss                    | June Osborne / Offred | The Handmaid's Tale         | "Night"                                                              | Hulu        |
| 2017 (69th)        | Viola Davis                       | Annalise Keating      | How to Get Away with Murder | "Wes"                                                                | ABC         |
| 2017 (69th)        | Claire Foy                        | Queen Elizabeth II    | The Crown                   | "Assassins"                                                          | Netflix     |
| 2017 (69th)        | Keri Russell                      | Elizabeth Jennings    | The Americans               | "Dyatkovo"                                                           | FX          |
| 2017 (69th)        | Evan Rachel Wood                  | Dolores Abernathy     | Westworld                   | "The Bicameral Mind"                                                 | HBO         |
| 2017 (69th)        | Robin Wright                      | Claire Underwood      | House of Cards              | "Chapter 65"                                                         | Netflix     |
| 2018 (70th)        | Claire Foy                        | Queen Elizabeth II    | The Crown                   | "Dear Mrs. Kennedy"                                                  | Netflix     |
| 2018 (70th)        | Tatiana Maslany                   | Various characters    | Orphan Black                | "To Right the Wrongs of Many"                                        | BBC America |
| 2018 (70th)        | Elisabeth Moss                    | June Osborne / Offred | The Handmaid's Tale         | "The Last Ceremony"                                                  | Hulu        |
| 2018 (70th)        | Sandra Oh                         | Eve Polastri          | Killing Eve                 | "I Have a Thing About Bathrooms"                                     | BBC America |
| 2018 (70th)        | Keri Russell                      | Elizabeth Jennings    | The Americans               | "The Summit"                                                         | FX          |
| 2018 (70th)        | Evan Rachel Wood                  | Dolores Abernathy     | Westworld                   | "Reunion"                                                            | HBO         |
| 2019 (71st)        | Jodie Comer                       | Villanelle            | Killing Eve                 | "I Hope You Like Missionary!"                                        | BBC America |
| 2019 (71st)        | Emilia Clarke                     | Daenerys Targaryen    | Game of Thrones             | "The Last of the Starks"                                             | HBO         |
| 2019 (71st)        | Viola Davis                       | Annalise Keating      | How to Get Away with Murder | "He Betrayed Us Both"                                                | ABC         |
| 2019 (71st)        | Laura Linney                      | Wendy Byrde           | Ozark                       | "One Way Out"                                                        | Netflix     |
| 2019 (71st)        | Mandy Moore                       | Rebecca Pearson       | This Is Us                  | "The Graduates"                                                      | NBC         |
| 2019 (71st)        | Sandra Oh                         | Eve Polastri          | Killing Eve                 | "You're Mine"                                                        | BBC America |
| 2019 (71st)        | Robin Wright                      | Claire Underwood      | House of Cards              | "Chapter 70"                                                         | Netflix     |

### 2020s
| Any               | Actriu                 | Personatge               | Sèrie                 | Episodi                                                         | Canal       |
| ----------------- | ---------------------- | ------------------------ | --------------------- | --------------------------------------------------------------- | ----------- |
| 2020 (72nd)       | Zendaya                | Ruby "Rue" Bennett       | Euphoria              | "Made You Look"                                                 | HBO         |
| 2020 (72nd)       | Jodie Comer            | Villanelle               | Killing Eve           | "Are You From Pinner?"                                          | BBC America |
| 2020 (72nd)       | Sandra Oh              | Eve Polastri             | Killing Eve           | "Are You Leading or Am I?"                                      | BBC America |
| 2020 (72nd)       | Jennifer Aniston       | Alex Levy                | The Morning Show      | "In the Dark Night of the Soul It's Always 3:30 in the Morning" | Apple TV+   |
| 2020 (72nd)       | Olivia Colman          | Queen Elizabeth II       | The Crown             | "Cri de Coeur"                                                  | Netflix     |
| 2020 (72nd)       | Laura Linney           | Wendy Byrde              | Ozark                 | "Fire Pink"                                                     | Netflix     |
| 2021 (73rd)       | Olivia Colman          | Queen Elizabeth II       | The Crown             | "48:1"                                                          | Netflix     |
| 2021 (73rd)       | Emma Corrin            | Diana, Princess of Wales | The Crown             | "Fairytale"                                                     | Netflix     |
| 2021 (73rd)       | Uzo Aduba              | Dr. Brooke Taylor        | In Treatment          | "Brooke — Week 5"                                               | HBO         |
| 2021 (73rd)       | Elisabeth Moss         | June Osborne             | The Handmaid's Tale   | "Home"                                                          | Hulu        |
| 2021 (73rd)       | Michaela Jaé Rodriguez | Blanca Rodriguez         | Pose                  | "Series Finale"                                                 | FX          |
| 2021 (73rd)       | Jurnee Smollett        | Letitia "Leti" Lewis     | Lovecraft Country     | "Holy Ghost"                                                    | HBO         |
| 2022 (74th)       | Zendaya                | Ruby "Rue" Bennett       | Euphoria              | "Stand Still Like the Hummingbird"                              | HBO         |
| 2022 (74th)       | Jodie Comer            | Villanelle               | Killing Eve           | "Don't Get Eaten"                                               | BBC America |
| 2022 (74th)       | Sandra Oh              | Eve Polastri             | Killing Eve           | "Making Dead Things Look Nice"                                  | BBC America |
| 2022 (74th)       | Laura Linney           | Wendy Byrde              | Ozark                 | "Pound of Flesh and Still Kickin'"                              | Netflix     |
| 2022 (74th)       | Melanie Lynskey        | Shauna Sadecki           | Yellowjackets         | "Doomcoming"                                                    | Showtime    |
| 2022 (74th)       | Reese Witherspoon      | Bradley Jackson          | The Morning Show      | "Confirmations"                                                 | Apple TV+   |
| 2023 (75th)       | Sarah Snook            | Shiv Roy                 | Succession            | "Tailgate Party"                                                | HBO         |
| 2023 (75th)       | Sharon Horgan          | Eva Garvey               | Bad Sisters           | "Saving Grace"                                                  | Apple TV+   |
| 2023 (75th)       | Melanie Lynskey        | Shauna Sadecki           | Yellowjackets         | "Burial"                                                        | Showtime    |
| 2023 (75th)       | Elisabeth Moss         | June Osborne             | The Handmaid's Tale   | "Safe"                                                          | Hulu        |
| 2023 (75th)       | Bella Ramsey           | Ellie                    | The Last of Us        | "When We Are in Need"                                           | HBO         |
| 2023 (75th)       | Keri Russell           | Kate Wyler               | The Diplomat          | "Lambs in the Dark"                                             | Netflix     |
| 2024 (76th)       |                        |                          |                       |                                                                 |             |
| Jennifer Aniston  | Alex Levy              | The Morning Show         | "The Overview Effect" | Apple TV+                                                       |             |
| Carrie Coon       | Bertha Russell         | The Gilded Age           | "Head to Head"        | HBO                                                             |             |
| Maya Erskine      | Jane Smith / Alana     | Mr. & Mrs. Smith         | "A Breakup"           | Prime Video                                                     |             |
| Anna Sawai        | Toda Mariko            | Shōgun                   | "Crimson Sky"         | FX                                                              |             |
| Imelda Staunton   | Queen Elizabeth II     | The Crown                | "Sleep, Dearie Sleep" | Netflix                                                         |             |
| Reese Witherspoon | Bradley Jackson        | The Morning Show         | "Love Island"         | Apple TV+                                                       |             |